# Carmen Seganfredo
Carmen Seganfredo (Porto Alegre, 12 de Julho de 1956) é uma escritora e tradutora, brasileira, famosa por suas muitas obras sobre diversas mitologias, escritas, em grande parte, em parceria com A. S. Franchini. Eles são responsáveis pela produção da maior série de contos mitológicos já lançados no Brasil.
Carmen Seganfredo vive em Porto Alegre RS, sua cidade natal assim como na cidade de Milão, Itália. É formada pela Pontificia Universidade Católica do Rio Grande do Sul (PUCRS).

## Obras da autora
| 2019 | Mitologia Brasileira As Aventuras da Lua em Busca da Noite Sequestrada pelo Dragão |
| 2018 | 77 Melhores Histórias Mitológicas de Magos e Magia                                 |
| 2018 | Histórias das Mais Poderosas Espadas Mitológicas                                   |
| 2015 | As Mais Originais Histórias da Mitologia Galesa - Mabinogion                       |
| 2014 | As Melhores Lendas Chinesas                                                        |
| 2013 | A Saga de Njal                                                                     |
| 2013 | As Melhores Histórias da Mitologia Chinesa                                         |
| 2012 | As Melhores Lendas Japonesas                                                       |
| 2011 | As Melhores Histórias da Mitologia Japonesa                                        |
| 2011 | Fúria Nórdica: Sagas Vikings*                                                      |
| 2010 | As Melhores Histórias da Mitologia Hindu*                                          |
| 2008 | As Melhores Histórias da Mitologia Africana*                                       |
| 2008 | Gilgamesh: O Primeiro Herói Mitológico                                             |
| 2008 | As Melhores Lendas Medievais*                                                      |
| 2007 | Beowulf*                                                                           |
| 2007 | A Quintessência do Desassossego (coletânea de citações de Fernando Pessoa)*        |
| 2006 | O Anel dos Nibelungos*                                                             |
| 2006 | Aquenáton e Nefertiti*                                                             |
| 2006 | As Melhores Histórias da Mitologia Egípcia*                                        |
| 2005 | Deuses, Heróis & Monstros*                                                         |
| 2005 | As 100 Melhores Histórias da Bíblia*                                               |
| 2004 | As Melhores Histórias da Mitologia Nórdica*                                        |
| 2003 | As 100 Melhores Histórias da Mitologia*                                            |
| 2003 | Em Mares Nunca Navegados*                                                          |
| 1998 | Irmãos Pitowkers*                                                                  |

* Obras escritas em parceria com A. S. Franchini.

## Traduções
Nota: as obras foram traduzidas em conjunto com A. S. Franchini.
| Ano  | Título                       | Título Original            | Autor                  |
| 2005 | Um Conto de Natal            | A Christmas Tale           | Charles Dickens        |
| 1999 | O Dicionário do Diabo        | The Devil's Dicionary      | Ambrose Bierce         |
| 1999 | Um Jardim de Poemas Infantis | A Child's Garden of Verses | Robert Louis Stevenson |

## Principais prêmios
- “Prêmio Açorianos de Literatura - Autor Revelação em Literatura Adulta" (1999)